# La sombra de la ley
La sombra de la ley is een Spaanse film uit 2018, geregisseerd door Dani de la Torre.

## Verhaal
De film speelt zich af in Barcelona in 1921, een tijd waarin er spanning is tussen de politie en anarchisten. Wanneer er een overval plaatsvindt op een militaire trein, wordt agent Aníbal Uriarte (Luis Tosar) van Madrid naar Barcelona gestuurd om te achterhalen wie verantwoordelijk is voor de overal. 

## Rolverdeling
| Acteur              | Personage           |
| ------------------- | ------------------- |
| Luis Tosar          | Aníbal Uriarte      |
| Michelle Jenner     | Sara                |
| Vicente Romero      | Inspector Rediú     |
| Manolo Solo         | El Barón            |
| Paco Tous           | Salvador Ortiz      |
| Adriana Torrebejano | Lola                |
| Pep Tosar           | Comisario Verdaguer |
| Jaime Lorente       | León                |
| Ernesto Alterio     | El Tísico           |
| Fernando Cayo       | Ministro            |

## Ontvangst

### Recensies
Op Rotten Tomatoes geeft 60% van de 5 recensenten de film een positieve recensie, met een gemiddelde score van 5,75/10.

### Prijzen en nominaties
Een selectie:
| Jaar | Evenement                       | Categorie                | Genomineerde                               | Resultaat   |
| ---- | ------------------------------- | ------------------------ | ------------------------------------------ | ----------- |
| 2019 | Premios Goya (33ste uitreiking) | Beste camerawerk         | Josu Incháustegui                          | Gewonnen    |
| 2019 | Premios Goya (33ste uitreiking) | Beste artdirector        | Juan Pedro de Gaspar                       | Gewonnen    |
| 2019 | Premios Goya (33ste uitreiking) | Beste speciale effecten  | Lluís Rivera, Félix Bergés                 | Genomineerd |
| 2019 | Premios Goya (33ste uitreiking) | Beste kostuums           | Clara Bilbao                               | Gewonnen    |
| 2019 | Premios Goya (33ste uitreiking) | Beste grime en haarstijl | Raquel Fidalgo, Noé Montes, Alberto Hortas | Genomineerd |
| 2019 | Premios Goya (33ste uitreiking) | Beste filmmuziek         | Manuel Riveiro, Xavi Font                  | Genomineerd |